# Station Hanau West
Station Hanau West is een spoorwegstation in de Duitse plaats Hanau. Het station werd in 1848 in gebruik genomen.